# Asko Europa-Stiftung
Die ASKO Europa-Stiftung ist eine rechtsfähige Stiftung des bürgerlichen Rechts mit Sitz in Saarbrücken.

## Geschichte
Anfang der 70er Jahre erfolgte die Umwandlung der ASKO Saar-Pfalz in die ASKO Aktiengesellschaft.
Mit der Gründung der ASKO Europa-Stiftung im Jahr 1990 unternahmen die ASKO AG und die ASKO Vereinigung e. V. als Stifter einen wichtigen Schritt zur dauerhaften Sicherung und zum weiteren Ausbau ihres zivilgesellschaftlichen Engagements.
Im Jahr 2002, kam es zur Etablierung der internationalen Studienprogramme und dem damit verbundenen stetigen Ausbau eines internationalen Hochschulnetzwerkes. 2006 wurde im Rahmen des Projektes „Mut zur Nachhaltigkeit“, getragen von der Stiftung Forum für Verantwortung, der Europäischen Akademie Otzenhausen und der ASKO Europa-Stiftung ein weiterer Schwerpunkt in der Stiftungsarbeit etabliert.
Im Jahr 2012 wurde die Bildungs- und Programmarbeit der ASKO Europa-Stiftung an der Europäischen Akademie Otzenhausen weiterentwickelt. In Kooperation und unter operativer Umsetzung der Europäischen Akademie Otzenhausen werden die Initiativen, Ergebnisse und Erkenntnisse der Stiftungsarbeit seitdem im Rahmen von Maßnahmen und Diskussionsforen zur europäischen Bildung und den vielfältigen Themen der Nachhaltigkeit nutzbar gemacht.
2014 wurde auf Beschluss der Gremien der Stiftung Europrofession (Partnerstiftung mit Sitz in Saarbrücken) und der ASKO Europa-Stiftung die Zusammenlegung der beiden Stiftungen vollzogen. Die Satzungsziele der Stiftung Europrofession wurden in die Satzung der ASKO Europa-Stiftung integriert. Die ASKO Europa-Stiftung wurde mit der Übertragung der Vermögenswerte der Stiftung Europrofession gestärkt, so dass sie ihre Aufgaben beständig und zielstrebig verfolgen kann.
Die ASKO Europa-Stiftung konzentriert weiterhin ihre operative Tätigkeit auf Projektinitiativen, nationale und internationale Begegnungsprogramme und die Auswahl und Förderung von Projekten entlang ihrer Satzungsziele. Schwerpunkt bleibt dabei auch, durch geeignete Veranstaltungen, Maßnahmen und Förderungen die Bürgergesellschaften für die Verwirklichung und Stärkung eines geeinten, demokratischen, nachhaltigen, friedlichen und freien Europa zu gewinnen.

## Stiftungszweck
Die Stiftung verfolgt ausschließlich und unmittelbar gemeinnützige Zwecke im Sinne des Abschnitts „steuerbegünstigte Zwecke“ der Abgabenordnung (§§ 51 bis 68 AO).
Zweck der Stiftung ist die Förderung:
1. der Wissenschaft und Forschung (§ 52 Abs. 2, Nr. 1 AO)
2. der Volks- und Berufsbildung (§ 52 Abs. 2, Nr. 7 AO)
3. der internationalen Gesinnung (§ 52 Abs. 2, Nr. 13 AO)
4. des demokratischen Staatswesens (§ 52 Abs. 2, Nr. 24 AO)
5. des bürgerschaftlichen Engagements zugunsten gemeinnütziger Zwecke (§ 52 Abs. 2, Nr. 25 AO).

## Stiftungsorgane
Die Satzung sieht zwei Stiftungsorgane vor: den Vorstand und das Kuratorium. Das Kuratorium ist das aufsichtführende und beratende Organ; der Vorstand ist das geschäftsführende Organ der Stiftung.

### Vorsitzende des Kuratoriums
- Arno Krause (1990–2005)
- Klaus-Peter Beck (2005–2020)
- Rainer G. Hanselmann (seit 2020)

## Netzwerk
Die ASKO Europa-Stiftung profitiert von einem umfangreichen Netzwerk. Dabei handelt es sich im Wesentlichen um Partner aus den Bereichen Wissenschaft und Forschung, Bildung und Kultur.